# زیتر

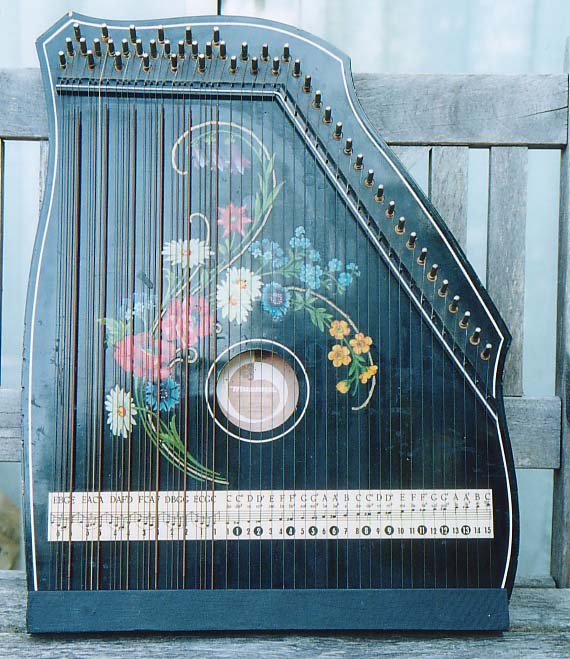
Typical chord (or fretless) 'guitar zither,' (model made in East Germany).

زیتر (به آلمانی: Zither) نوعی ساز موسیقی است که شامل تعداد بسیار زیادی سیم بر روی یک بندِ بسیار نازک مسطح است. کارکردِ زیتر تقریباً شبیه سنتور است و از همین رو مشابه این سازها نواخته می‌شود، به گونه‌ای که از طریق تکان دادن تارها توسط مضراب یا انگشت می‌توان با آن نوازندگی کرد.
نواختنِ زیتر در اسلواکی، اتریش، مجارستان، شمال‌غربیِ کرواسی، مناطق جنوبیِ آلمان، آلپ و شرق آسیا شامل چین رواج دارد.